# Boulevard du Jardin botanique
Le boulevard du Jardin botanique (en néerlandais : Kruidtuinlaan) se situe sur le territoire de la commune de Saint-Josse-ten-Noode et relie le boulevard Émile Jacqmain à la rue Royale. « Boulevard » vient de l’ancien néerlandais bolwerk signifiant « rempart », « Jardin » du bas latin gardinium signifiant « jardin enclos » et « botanique » de l’ancien grec botanikós désignant « d’herbe ». C’est un boulevard bruxellois qui traverse les communes de Saint-Josse-ten-Noode et de Bruxelles.

## Historique
Le boulevard du Jardin botanique constitue l’un des premiers boulevards à avoir été achevé dans les années 1819. Il fut nommé « boulevard de Schaerbeek » car il avait été aménagé en 1819 entre les portes de Schaerbeek et d’Anvers. En 1826, l’arrivée du Jardin botanique, avec ses serres et ses terrasses, le renomma « boulevard Botanique ». Ce n’est qu’en 1841 qu’il reçut l’appellation utilisée de nos jours. Le Jardin botanique est situé entre la rue Royale et le boulevard du Jardin botanique, ce carrefour étant connu sous le nom de « porte de Schaerbeek ».

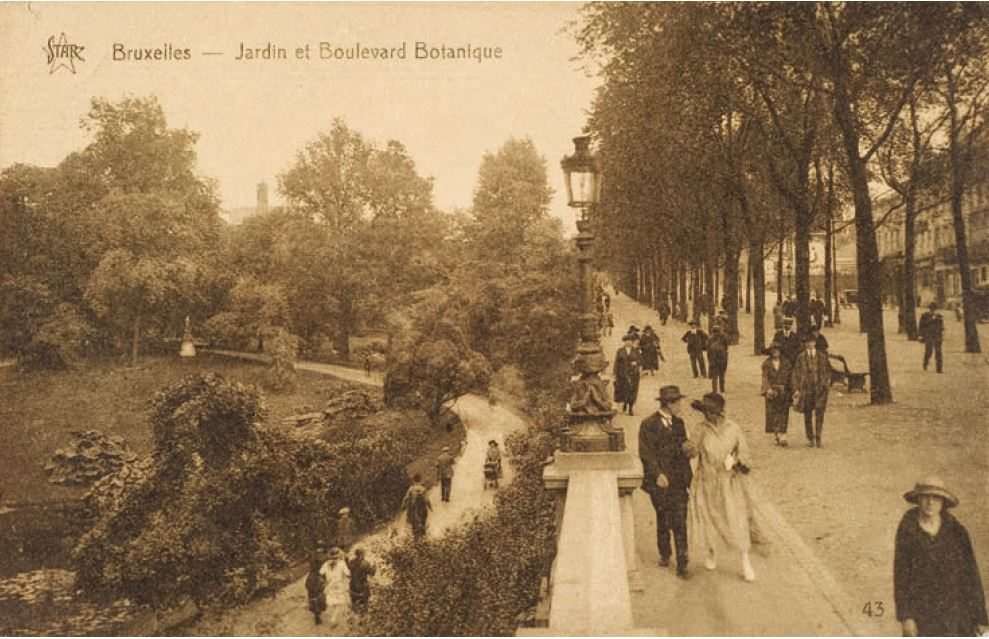

## Localisation
Le centre historique de Bruxelles est délimité par le Pentagone, et donc par la petite ceinture de Bruxelles. Cette petite ceinture délimite cette partie de la capitale en suivant les tracés de la seconde enceinte de la ville de Bruxelles, qui a été créée entre 1356 et 1383 sur les anciennes fortifications bruxelloises. La petite ceinture de Bruxelles est formée de plusieurs boulevards, avenues et tunnels afin de suivre ce tracé historique. Le Boulevard du Jardin botanique est un des boulevards qui forment l’intérieur de la petite ceinture. Celui-ci est notamment prolongé par le Boulevard d’Anvers ou encore par le Boulevard Bischoffsheim.

## Évolutions

### Évolutions de la ville de Bruxelles
Plusieurs périodes clés témoignent des réaménagements qui ont marqué la ville de Bruxelles, ceci faisant référence à la bruxellisation.
La ville de Bruxelles s’est métamorphosée au fil des années, notamment grâce aux travaux entrepris pour l'Exposition universelle de 1958. Dans les années 1950, Bruxelles est en pleine croissance et la circulation est très importante. Un plan national va donc être établi et un certain Henri Hondermarcq, directeur de l’administration des routes, va notamment faire percer les premiers tunnels de la petite ceinture de Bruxelles qui va être inaugurée le 28 septembre 1957, la veille de l’Exposition. Cette « Exposition universelle et internationale » est organisée dans la capitale de la toute jeune Union Européenne en 1958. Elle a pour but de mettre en lumière la capitale et de refléter une société chaleureuse et accueillante. Pour impressionner les hôtes de cet évènement, on assiste à de nombreuses évolutions, surtout en matière de transport (axes urbains, aéroports, …). La ville est notamment réaménagée pour répondre à des exigences en matière d’aviation et d’automobile afin d’accueillir au mieux les visiteurs. Des boulevards et des tunnels vont être creusés, des parkings également. Ceci ne durera pas seulement pour l’Exposition, puisque Bruxelles veut impressionner de manière durable ses habitants ainsi que ses touristes. La construction de l’Atomium s’inscrit également dans les remarquables édifices conçus à l’occasion de cet évènement,.
En 1989, la politique d’espaces publics prend un autre tournant lorsque la Région de Bruxelles-Capitale est créée cette même année. Cette nouvelle politique est caractérisée par trois critères importants : valoriser les espaces publics, une amélioration de la manière de partager les espaces publics en prônant des moyens de déplacement autre que la voiture, et une volonté d’embellir la ville de Bruxelles. La dimension politique prend le dessus pour réaménager les espaces urbains et améliorer les conditions de vie des habitants dans les quartiers de la ville. Une remarquable ambition d’égaler des projets entrepris dans d’autres grandes villes européennes à Bruxelles surgit mais a rapidement fait face à deux problèmes de taille. Tout d’abord, un manque d’organisation quant à la politique budgétaire de ces travaux et ensuite, une absence d’organisation préalable quant à la gestion de la mobilité dans la ville de Bruxelles. Ces projets prennent encore du retard aujourd’hui au niveau de leurs réalisations. L’exemple de la construction de l’auvent sur la Place Charles Rogier, dans le prolongement du Boulevard du Jardin botanique, a engendré de nombreux questionnements quant aux futures évolutions en matière d’architecture au sein des espaces publics de la capitale.
Ce processus d’urbanisation est rythmé par plusieurs enjeux, fonctions urbaines, acteurs économiques et politiques, ainsi que par des habitants qui se partagent la Ville. Bruxelles doit donc répondre à des exigences au niveau des activités économiques, des équipements publics, des parcs et aménagements, … et le Boulevard du Jardin botanique constitue une des évolutions importantes afin de répondre à ces exigences.

### Évolutions du boulevard du Jardin botanique
Initialement, le boulevard était surtout planté d’arbres. Ce n’est qu’à partir de 1821 que se sont érigées des maisons de maître de style néoclassique. Par après, des maisons plus étroites telles que des maisons de la bourgeoisie sont apparues. Ces maisons ont fait apparaitre du mouvement sur ce boulevard puisque les rez-de-chaussée des maisons étaient à usage de commerces, restaurants, brasseries, tavernes et hôtels. Le style est alors plutôt un style « art nouveau ». En 1841, le boulevard devient de plus en plus célèbre et sollicité grâce à la construction de la gare du Nord.
L’apparence du boulevard du Jardin botanique ne va alors cesser de changer entre la prolongation de la rue Neuve en 1839, la création des boulevards Émile Jacqmain et Adolphe Max, le percement du boulevard Pacheco lors des travaux de la jonction Nord-Midi en 1949-1956, … Le boulevard va de plus en plus s’élargir, surtout avec la création de la petite ceinture en 1956-1957, et un tunnel souterrain va être creusé.
En 1973 se produit une crise pétrolière qui va également provoquer vers 1980 de nombreux changements dans les communes de Bruxelles, Schaerbeek et Saint-Josse-ten-Noode. L'implantation de bureaux va alors être favorisée, et le quartier du Jardin botanique va totalement être rénové.
Aujourd'hui, on peut notamment y retrouver des maisons datant du XIXe siècle, des immeubles à appartements datant du XXe siècle, beaucoup d'immeubles de bureaux, le Passage 44, l’Université Saint-Louis - Bruxelles, la Cité Administrative de l’État, la Tour des finances, le Jardin botanique dont les serres ont accueilli le Centre Culturel de la Fédération Wallonie-Bruxelles, également appelé « Le botanique ». Ce centre culturel fait aujourd'hui la popularité de ce Jardin botanique et donc du boulevard du Jardin botanique puisque de nombreux concerts y sont régulièrement organisés, notamment « Les Nuits Botanique ». Chaque année, cet évènement ouvre la saison des festivals et fait voyager par ses représentations et productions tant locales que internationales. Un autre bâtiment assez remarquable est la pharmacie du Botanique crée en 1911-1912, sur la demande de l’Institut Saint-Louis à l’époque. Ce bâtiment a une architecture éclectique typique des boulevards de l’époque et il est le dernier à être comme tel sur ce boulevard du Jardin botanique,,.

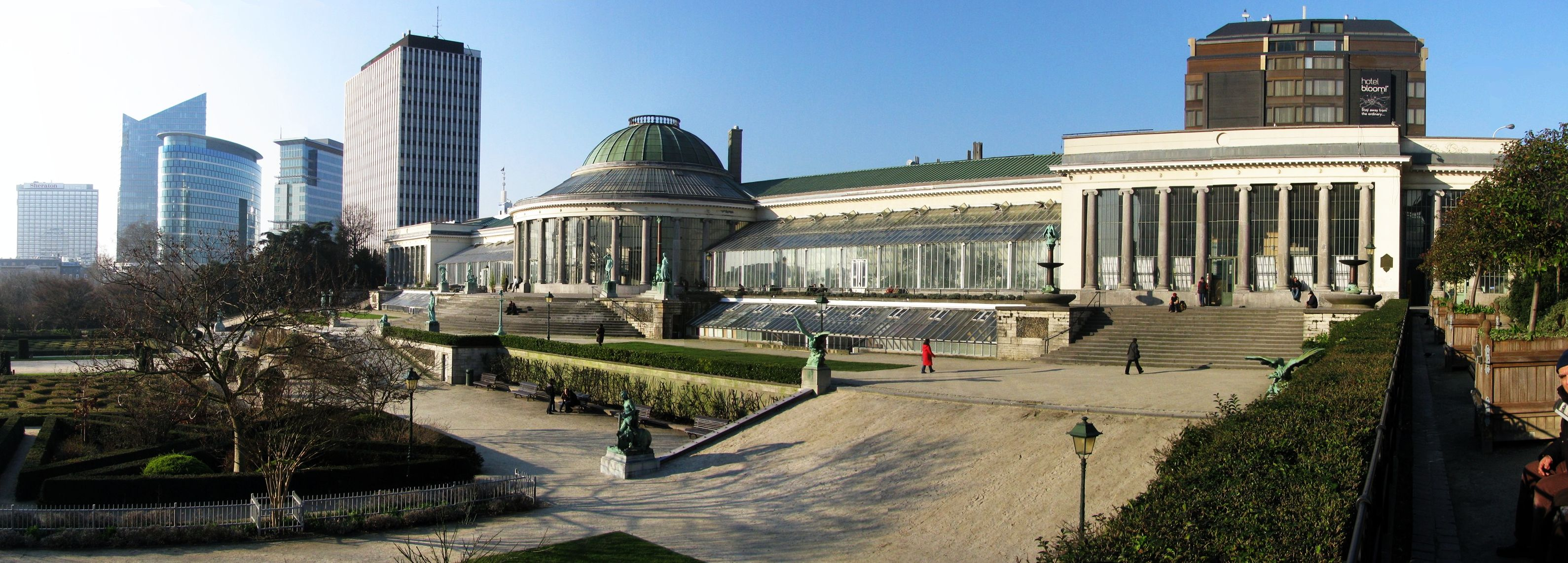
Jardin botanique de Bruxelles

## Projets futurs
Toujours dans l’idée d’effacer ce qui a été entrepris par les travaux à l’occasion de l’Exposition universelle de 1958, le « schéma directeur Botanique » a vu le jour en 2006. Il a pour projet de rendre le boulevard du Jardin botanique plus chaleureux en mettant en tunnel la voie automobile qui se situe avenue Victoria Regina. Cet enfouissement permettrait non seulement le rétablissement de la convivialité à cet espace public mais aussi la liaison du boulevard du Jardin botanique au Jardin botanique en créant une porte d’accès sur le boulevard. Ce projet poursuit différents objectifs tels que réduire les nuisances sonores provoquées par la circulation routière sur la petite ceinture. Il vise également à améliorer les espaces entre le Jardin botanique en tant que tel et le centre de la capitale. Cependant, ce projet n’a pas encore vu le jour,.
Toutefois, le 1er juillet 2022, un aménagement se fera d’office sur le boulevard du Jardin botanique. Des travaux sont effectués depuis le 2 mai 2022 sur ce boulevard entre la rue Royale et la rue Gineste en vue de supprimer une voie automobile et d’en faire une nouvelle destinée aux bus et aux vélos. Du côté de la Tour des finances, une piste cyclable à double sens sera également créée. L’objectif de ce réaménagement est de permettre aux cyclistes de pouvoir circuler de manière plus prudente.

## Voiries avoisinantes

### Boulevards à l’intérieur de la petite ceinture
- Boulevard d’Anvers
- Boulevard Bischoffsheim

### Avenues à l’extérieur de la petite ceinture
- Avenue du Boulevard
- Avenue Galilée

### Rues avoisinantes
- Rue Neuve
- Rue Royale
- Rue du Finistère
- Rue du Damier
- Rue Botanique
- Rue de l’Ommegang
- Boulevard Émile Jacqmain
- Rue de Malines
- Rue Gineste
- Boulevard Saint-Lazare
- Square Victoria Régina
- Place Charles Rogier
- Rue des Croisades
- Rue du Marais
- Rue de la Blanchisserie
- Boulevard Adolphe Max
- Porte de Schaerbeek

## Accès
Ce site est assez bien desservi par la STIB :
- Station Botanique : Métro lignes 2 et 6. Trams 92 et 93. Bus 61, 65, 66.
- Station Rogier : Métro lignes 2 et 6. Trams 3, 4, 25 et 55. Bus 58, 61 et 88.
- Saint louis : Bus 61.

Également par De Lijn (bus) : arrêt Kruidtuin (270, 271, 272, 358, 470, 620).
Ainsi que par la SNCB :
- Gare du Nord (Bruxelles-Nord) : 10 à 15 minutes à pied (1,8 km).
- Gare du Congrès (Bruxelles-Congrès) : 3 minutes à pied (600 m).
- Gare Centrale (Bruxelles-Central) : 12 minutes à pied (1,4 km).